# Books LLC
Books LLC es una empresa estadounidense de Memphis (Tennessee) que vende libros copiados de artículos de Wikipedia y de textos en el dominio público. En 2009 registró 224.460 libros solo en Estados Unidos, lo que la convirtió en la segunda editorial por número de publicaciones de ese país, por detrás de BiblioBazaar.

## Modelo de negocio
Los libros de Books LLC consisten en conjuntos de artículos de Wikipedia agrupados por categorías o bien en imágenes escaneadas de libros antiguos que se encuentran en el dominio público. La empresa vende sus libros en papel a través de numerosos sitios web como Amazon o Google Books. Cada libro se imprime solo cuando un cliente lo compra. La mayoría de los títulos nunca venden un solo ejemplar pero cuando sí ocurre una venta es puro beneficio para la editorial.
Las publicaciones de Books LLC han sido calificadas de "estafas" en la prensa estadounidense, francesa, británica y alemana.

## Otros nombres usados por Books LLC
- General Books LLC[7]
- General Books Club[8]
- Genbooks.net[9]
- Million-books.com[10]
- Rare Books Club[11]
- Wiki Editions[12]
- Livres Groupe (en francés)[5][13]
- Bücher Gruppe (en alemán)[14]